# Velinovo, Pernik
Velinovo (în bulgară Велиново) este un sat în comuna Trăn, regiunea Pernik,  Bulgaria. 

## Demografie
Componența etnică a satului Velinovo
     Bulgari (94,59%)
     Nicio identificare (5,4%)
     Altele (0%)
La recensământul din 2011, populația satului Velinovo era de 37 locuitori. Din punct de vedere etnic, majoritatea locuitorilor (94,59%) erau bulgari. Pentru 5,4% din locuitori nu este cunoscută apartenența etnică.